# Sven Møller Kristensen
Sven Møller Kristensen (12. november 1909 – 3. august 1991) var en dansk litteraturforsker og forfatter, professor, dr.phil. Som tekstforfatter arbejdede han sammen med komponisten Bernhard Christensen om bl.a. Jazzoratoriet De 24 Timer og Skolen på ho'det. Han skrev også teksten til "Sangen om Larsen", som indgik i Kjeld Abells drama Melodien der blev væk.
Han var tidsskriftet Dialogs første redaktør fra 1950-1952.
I 1945 skrev Møller Kristensen teksten til Danmarks Frihedssang.
Hans datter Nina Møller Kristensen var en kendt keramiker.